# (6490) 1991 NR2
(6490) 1991 NR2  es un asteroide perteneciente al grupo de los asteroides que cruzan la órbita de Marte.
Fue descubierto el 12 de julio de 1991 por Henry E. Holt desde el observatorio Palomar.

## Designación y nombre
Designado provisionalmente como 1991 NR2.

## Características orbitales
1991 NR2 está situado a una distancia media del Sol de 2,661 ua, pudiendo alejarse hasta 3,743 ua y acercarse hasta 1,580 ua. Su excentricidad es 0,406 y la inclinación orbital 17,172 grados. Emplea 1585,62 días en completar una órbita alrededor del Sol.
Los próximos acercamientos a la órbita de Júpiter ocurrirán el 10 de septiembre de 2049, el 24 de julio de 2097 y el 5 de junio de 2145.

## Características físicas
La magnitud absoluta de 1991 NR2 es 14,72.